# أكاسياس / إمباخادوريس (محطة مترو أنفاق مدريد)
أكاسياس (بالإسبانية: Acacias)‏ هي محطة مترو أنفاق في مدريد في إسبانيا، تقع على الخط رقم 5.